# ابراهیم جعبری
ابراهیم بن عمر جَعبَری با کنیهٔ ابواسحاق (۱۲۴۲–۱۳۳۲م) قرائت‌شناس، فقیه شافعی، نویسنده و شاعر شامی بود. در قلعهٔ جعبر، میان بالس و رقه زاده شد، در بغداد و دمشق درس خواند و در الخلیل، فلسطین ماندگار شد تا همان‌جا درگذشت. به او شیخِ خلیل می‌گفتند، به ابنِ سراج شناخته شد، در بغداد با کُنیهٔ تقی‌الدین نامیده می‌شد و در غیر از این جای‌ها، او را برهان‌الدین می‌شناختند. نزدیک صد اثر نگاشت که بیشتر آن‌ها مختصرنوشته‌هاست؛ خلاصة الأبحاث، شرح الشاطبیه یا کنز المعانی فی شرح حرز الأمانی در تجوید، نزهة البررة فی القراآت العشره، موعد الکرام، حدیقة الزهر، خمیلة أرباب المقاصد، الشرعة، عقود الجمان فی تجوید القرآن، أسماء الرواة المذکورین فی الشاطبیه و الروضة از آثار اوست.